# Grace Darmond

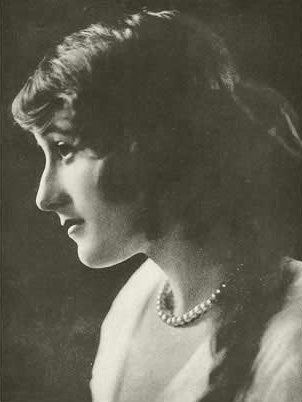
Grace Darmond

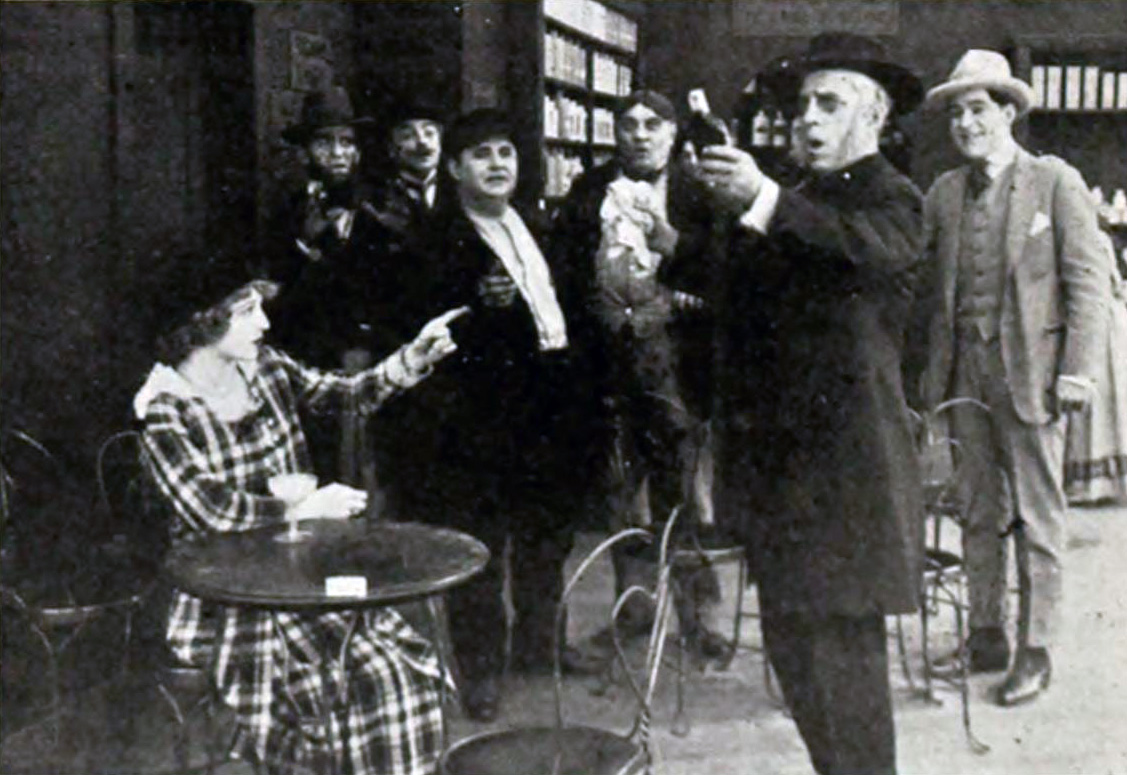
A Temperance Town, 1916

Grace Darmond (* 20. November 1893 in Toronto; † 8. Oktober 1963 in Los Angeles) war eine kanadisch-US-amerikanische Schauspielerin.

## Leben
Ihre Eltern waren James Glionna, ein US-amerikanischer Musiker, der seit 1877 in Kanada wohnte, und Alice Glionna. Von 1914 bis 1927 war sie als Theater- und Stummfilmschauspielerin in Kalifornien tätig. 1918 war sie zeitweilig mit der Schauspielerin Jean Acker liiert. 1926 heiratete sie Henry J Matson und 1928 heiratete sie Randolph Jennings. Von 1914 bis einschließlich 1927 war sie in mehr als 60 Filmproduktionen zu sehen. Danach trat sie nur noch 1941 ein Mal als Schauspielerin in Erscheinung.

## Filmografie (Auswahl)
- 1914: A Pair of Stockings
- 1914: The Estrangement
- 1914: When the Clock Went Wrong
- 1914: Making Good with Her Family
- 1914: An Egyptian Princess
- 1914: The Lure of the Ladies
- 1914: Your Girl and Mine: A Woman Suffrage Play
- 1915: The Quarry
- 1915: The Millionaire Baby
- 1915: A Texas Steer
- 1915: The House of a Thousand Candles
- 1915: The Leaving of Lawrence
- 1915: A Black Sheep
- 1916: The Black Orchid
- 1916: Her Dream of Life
- 1916: A Social Deception
- 1916: Wives of the Rich
- 1916: Badgered
- 1916: A Stranger in New York
- 1916: Temperance Town
- 1916: The Shielding Shadow
- 1917: The Gulf Between[1]
- 1919: What Every Woman Wants
- 1919: The Valley of the Giants
- 1919: The Hawk's Trail
- 1920: Below the Surface
- 1920: The Invisible Divorce
- 1920: So Long Letty
- 1921: The Hope Diamond Mystery
- 1924: The Gaiety Girl
- 1926: The Marriage Clause
- 1941: Our Wife